# Eriq La Salle
Eriq La Salle (Hartford, Connecticut, 23 de juliol de 1962) és un actor i director estatunidenc.

## Biografia
La Salle va néixer i es va criar a Hartford (Connecticut), va anar a la Juilliard School i el 1984 a la Universitat de Nova York. El 1988 va protagonitzar la pel·lícula Coming to America. El 1994 la sèrie ER. Va aparèixer a la pel·lícula Johnny Was, va dirigir alguns episodis de Law & Order: Special Victims Unit i d'altres sèries. Després de diversos anys dedicats al món del cinema i la televisió, el 2012 va publicar la novel·la Laws of Depravity.